# Роман Мацюта
Роман Мацюта — український кіноактор, музикант, співак, колишній воїн ДУК.

## Біографія
Народився 12 лютого 1976 року у місті Каховка, Херсонської області.
1995 року закінчив Херсонське державне музичне училище.
2000 року закінчив Донецьку державну музичну академію ім. С. С. Прокоф'єва (виконавський факультет).
Як музикант, він часто дає триб'ют-концерти, на яких виконує хіти відомих груп.
Займається бойовими мистецтвами, тричі на тиждень ходить в спортзал і займається карате.
Зіграв у 40 фільмах.

## Вибрана фільмографія
- Вузький міст (2021), фільм
- Клятва лікаря (2021), серіал
- Дільничний із ДВРЗ 2 (2020), серіал
- Невипадкові зустрічі (2020), серіал
- Доброволець (2020), серіал
- Втрачені спогади (2019), серіал
- Об'єктивно (2019), фільм
- Дільничний з ДВРЗ (2019), серіал
- Від кохання до ненависті (2019), серіал
- Таємний щоденник Симона Петлюри (2018), фільм
- Кава по колу (2018), фільм
- Жити заради кохання (2018), серіал
- В полоні у перевертня (2018), серіал
- Сувенір з Одеси (2018), серіал
- Я буду кохати довіку (2017), серіал
- Вікно життя 2 (2017), серіал
- Сказ (2016), фільм
- Кохана вчителька (2016), серіал
- Ментівські війни. Київ (2016), серіал
- По той бік (2015), фільм
- S.T.A.L.K.E.R. 2: Серце Чорнобиля (2024), відеогра

### Другорядні ролі
- Дільничний з ДВРЗ. Операція «Новий рік» (2021), телефільм
- Папаньки 3 (2021), серіал
- Між нами (2021), фільм
- Козаки. Абсолютно брехлива історія (2020), серіал
- З вовками жити… (2019), серіал
- Брати по крові (2019), серіал
- Консультант (2019), серіал
- Артист (2019), серіал
- Коли падають дерева (2018), фільм
- Опер за викликом (2018), серіал
- Одна на двох (2018), серіал
- Інший (2018), серіал
- Розтин покаже (2018), серіал
- Капітанша (2017), серіал
- Потрійний захист (2016), серіал
- Невиправні (2016), серіал
- Коли минуле попереду (2016), серіал
- Володимирська, 15 (2015), серіал
- Пес (2015), серіал
- Нюхач (2013), серіал